# Ђузепе Гарибалди
Ђузепе Гарибалди (итал. Giuseppe Garibaldi; Ница, 4. јул 1807 — острво Капрера, 2. јун 1882), италијански револуционар и борац за уједињење и слободу Италије. Он је допринео уједињењу Италије и стварању Краљевине Италије. Он се сматра једним од највећих генерала модерног доба и једним од италијанских „очева отаџбине“, заједно са Камилом Кавуром, грофом од Кавура, Виктором Емануелом II од Италије и Ђузепеом Мацинијем. Гарибалди је такође познат као „Херој два света“ због својих војних подухвата у Јужној Америци и Европи.
Гарибалди је био следбеник италијанског националисте Мацинија и прихватио је републикански национализам покрета Млада Италија. Постао је присталица уједињења Италије под демократском републичком владом. Међутим, раскинувши са Мацинијем, прагматично се удружио са монархистичким Кавуром и Краљевином Пијемонт-Сардинија у борби за независност, подредивши своје републиканске идеале својим националистичким до уједињења Италије. Након учешћа у устанку у Пијемонту, осуђен је на смрт, али је побегао и отпловио у Јужну Америку, где је провео 14 година у избеглиштву, током којих је учествовао у неколико ратова и научио вештину герилског ратовања. Године 1835, придружио се побуњеницима познатим као Рагамуфинс (farrapos), у Рагамуфинском рату у Бразилу, и преузео њихов циљ успостављања Риограндске републике, а касније и Катариненске републике. Гарибалди се такође укључио у грађански рат у Уругвају, подижући италијанске снаге познате као црвенокошуљаши, и још увек се слави као важан сарадник реконституцији Уругваја.
Године 1848, Гарибалди се вратио у Италију. Ту је командовао и борио се у војним кампањама које су на крају довеле до уједињења Италије. Привремена влада Милана га је прогласила за генерала, а министар одбране га је унапредио у генерала Римске републике 1849. Када је избио Рат за независност априла 1859, предводио је своје Алпске ловце у освајању већих градова у Ломбардија, укључујући Варезе и Комо, и досегли су до границе Јужног Тирола; рат је завршен стицањем Ломбардије. Следеће године је предводио Поход хиљаде у име и уз сагласност Виктора Емануила II. Експедиција је била успешна и завршена је припајањем Сицилије, јужне Италије, Марке и Умбрије Краљевини Пијемонт-Сардинији пре стварања уједињене Краљевине Италије 17. марта 1861. Његов последњи војни поход догодио се током ФFranco-Prussian Warранцуско-пруског рата као командант Вогезске армије.
Гарибалди је постао међународна фигура за националну независност и републиканске идеале, а историографија и популарна култура двадесетог века га сматрају највећим националним херојем Италије. Засипали су га дивљењем и похвалама многи тадашњи интелектуалаци и политичке личности, укључујући Абрахама Линколна, Вилијама Брауна, Франческа де Санктиса, Виктора Ига, Александра Диму, Малвида фон Мајзенбуга, Жорж Санда, Чарлса Дикенса, и Фридриха Енгелса.
Гарибалди је такође инспирисао касније личности као што су Џавахарлал Нехру или Че Гевара. Историчар А. Ј. П. Тејлор назвао га је „једином фигуром која је вредна дивљења у модерној историји“. У популарном причању његове приче, он се повезује са црвеним кошуљама које су његови добровољци, Гарибалдини, носили уместо униформе.

## Биографија
У младости је био морнар. Док је служио војни рок (1833—1834) у морнарици Краљевине Сардиније и Пијемонта потпао је под утицај Ђузепеа Мацинија, предводника италијанског национализма, и постао припадник друштва Млада Италија. После неуспеле оружане побуне у Савоји 1834. године када је осуђен на смртну казну бежи у Јужну Америку где се бори за независност новоосноване републике Рио Гранде до Сул (данашња истоимена бразилска држава), и њено одвајање од тадашњег бразилског царства. Потом је суделовао и у уругвајско-аргентинском рату на страни Уругваја. У почетку је заповедао уругвајском морнарицом да би касније постао заповедник Италијанске легије у Монтевидеу. У тим борбама стекао је светску славу.
У домовину се враћа у априлу 1848. како би суделовао у борби за независност Италије и рату против Аустрије. Борбе против Аустријанаца у Милану и против француских снага код Рима 1849. за Римску републику донеле су му националну славу. Ипак 1849. године код Рима је натеран на повлачење кроз средишњу Италију. У том повлачењу погинула је Анита - његова супруга и саборац. После пада Римске републике дошао је у помоћ Венецији с 4.000 добровољаца. Но, монархисти су га ухапсили и прогнали. Гарибалди је распустио своју војску и потражио уточиште прво у северној Африци, потом у Сједињеним Државама, а након тога у Перуу. Јунак два света - како су га звали није се могао вратити у Италију све до 1854. године.
Године 1859, помогао је Пијемонту у рату против Аустрије, предводећи добровољачке јединице. У тим ратним сукобима његове снаге заузеле су места Варезе и Комо. У мају 1860. Гарибалди изводи свој највећи подухват и поход: освајање Сицилије и Напуља. Овога пута није имао владину подршку, али премијер Кавур и краљ Виторио Емануеле II нису се усудили да га зауставе. Краљ и премијер били су му спремни помоћи, али само под условом да се подухват покаже успешним. Дана 6. маја 1860. са 1.000 црвенокошуљаша (припадника Гаибалдијевих добровољачких снага) улази у место Марсала на Сицилији, а 11. маја Гарибалди се прогласио диктатором Сицилије у име краља Виторија Емануела II. У бици код Клатафимија 30. маја његове герилске снаге поразиле су регуларну војску напуљског краља. Након освајања Палерма премијер Кавур одлучио је Гарибалдију пружити помоћ, али тек тајну.
Након освајања Сицилије прелази на континентални део Италије и 7. септембра 1860. тријумфално улази у Напуљ. Тада уводи политичке реформе, дели земљу сељацима али уместо проглашавања републике добровољно уступа власт монархистима у уверењу како ће Савојска династија ујединити Италију. Међутим његова војска је распуштена, а он удаљен на острво Капрера. Но, Гарибалди није престао с борбом. Године 1862. и 1867. у неколико наврата покушава заузети Рим и ослободити га папске власти. У првом је покушају рањен, а у оба ухваћен. У првом покушају 1862. италијанска влада морала је зауставити Гарибалдија у страху од међународних последица које би уследиле након свргавања папске власти. Суделује и у француско-пруском рату (1870—1871) када предводи групу добровољаца (у којој су били и његова два сина) који подржавају нову француску републику.
Гарибалди поздравља Париску комуну, а у одсуству је изабран за члана ЦК париске Народне гарде. У Рим се враћа 1871. године. Разочаран у политику, прогласио се социјалистом. Преминуо је 1882. године у месту Капрера, на истоименом острву у 75-ој години живота. Данас се сви историчари слажу да без Гарибалдијеве подршке не би било могуће уједињење Италије. Надарен лидер и човек из народа пуно је боље од Кавура и Мацинија знао како окупити масе.